# Сем'юел Доу
Се́м'юел Ке́ньйон До́у (англ. Samuel Kanyon Doe, МФА: [ˈsæmjuəl ˈkænjən doʊ]; 6 травня 1951 — 9 вересня 1990) — президент Ліберії з 1980 по 1990 рік.

## Біографія
Дое походив з племені Кран з групи народів Кру, його батько був солдатом ліберійської армії. З 17 років Семюел Дое на службі в збройних силах Ліберії, дослужився до звання старшого сержанта.
12 квітня 1980 року він очолив військовий переворот, в ході якого президент Республіки Вільям Толберт був убитий. Слідом за цим були вбиті або страчені і багато членів уряду Вільяма Толберта. Дое став главою держави і головою Ради народного порятунку. Спочатку режим Семюела Дое користувався широкою підтримкою серед населення, але потім він поступово встановив в країні етнічну диктатуру племені Кран. При цьому все голосніше звучали заклики щодо переходу до цивільного правління, і в 1986 році з численними порушеннями Семюел Дое був обраний президентом Республіки. Щоб відповідати Конституції, за якою президентом Республіки міг стати лише громадянин, який досяг віку 35 років, Семюел Дое в документах приписав собі рік. З його приходом припинила існування найстаріша партія Ліберії «Партія істинних вігів». У зовнішній політиці Семюел Дое повністю слідував курсом США і в 1986 році розірвав дипломатичні відносини з СРСР.
У 1989 році був утворений досі невідомий Національний патріотичний фронт Ліберії — НПФЛ на чолі з Чарльзом Тейлором. У Ліберії почалася перша громадянська війна. Лави Національного патріотичного фронту швидко зростали, і незабаром його бійці контролювали 90 % території Ліберії. Однак від НПФЛ відкололася угруповання на чолі з Йеду Джонсоном, який воював як проти Семюела Дое, так і проти Чарльза Тейлора, який очолював НПФЛ. У вересні 1990 року загони Джонсона оточили Монровію. Під виглядом переговорів Джонсон викликав Семюела Дое в місію ООН, там Семюела Дое викрали, а потім жорстоко вбили — його кастрували, відрізали власне вухо і змусили його з'їсти. Після вбивства Семюела Дое в країні встановилася диктатура Чарльза Тейлора, а країна занурилася в громадянську війну, що забрала життя 150 000 осіб.

## Пам'ять
- У Монровії є футбольний стадіон імені Семюеля Дое.